# A világraszóló koncert
A világraszóló koncert (World Wide Recorder Concert a.k.a. The Brown Noise) a South Park című animációs sorozat 48. része (a 3. évad 17. epizódja). Elsőként 2000. január 12-én sugározták az Egyesült Államokban.
A főszereplő gyerekek Arkansas államba utaznak egy nagyszabású furulyakoncertre, eközben Mr. Garrisonnak rendeznie kell apjával való kapcsolatát...

## Cselekmény
|  | Alább a cselekmény részletei következnek! |

Négymillió gyerek (köztük a South Park-i iskola diákjai) készül elfurulyázni a My Country, 'Tis of Thee című dalt Yoko Ono vezetésével Oklahomában egy koncerten, azonban egy árvíz miatt az eseményt áthelyezik Little Rockba, Arkansasba, Mr. Garrison szülővárosába. Garrison emiatt rendkívül aggódni kezd, mert – mint az iskolai tanácsadónak, Mr. Mackeynek bevallja – gyerekkorában molesztálási problémái voltak az apjával. Mr. Garrison Arkansasban szembekerül apjával, aki, mint kiderül, valójában nem molesztálta őt kiskorában, de Garrison pont ezt veszi zokon; úgy érzi, az apja nem szerette eléggé, ezért nem nyúlt hozzá gyerekként egy ujjal sem. Mr. Mackey közli idősebb Garrisonnal, hogy ha nem pótolja be a molesztálást, akkor abba a fia bele is halhat. A tanácstalan apa próbál a kocsmában segítséget kérni barátaitól, de ők nem értik meg a problémát. Mr. Garrisont az éjszaka közepén a szobájában megtámadja és megerőszakolja egy rejtélyes alak, akiről ő azt hiszi, az apja – valójában az amerikai zenész, Kenny G az, akit idősebb Mr. Garrison bérelt fel.
A South Park-i gyerekek eközben szembetalálják magukat a New York-iakkal, akik lenézik őket és olyan trágár szavakat ismernek, amiket ők nem. Eric Cartman hamarosan felfedezi a barna hang létezését, melynek hatására állítólag mindenkinek hasmenése támad és a nadrágjába ürít. A fiúk úgy döntenek, visszavágnak a New York-iaknak és kicserélik a kottájukat egy olyanra, melynek utolsó hangja a barna hang. Véletlenül azonban a szervezők az összes kottát lecserélik erre az újra. Amikor a gyerekek felfedezik a kottacserét, megpróbálják leállítani a koncertet, de már késő; a barna hangot élő adásban lejátsszák és így a világon élő összes ember a nadrágjába ürít (néhányan, mint például Kenny McCormick, ebbe bele is halnak). A New York-i fiúk hamar rájönnek, ki cserélte ki a kottát, de ez a tett lenyűgözi őket és beismerik, rosszul ítélték meg a South Park-i gyerekeket.
|  | Itt a vége a cselekmény részletezésének! |

## Utalások
- A műsor elején a koncertet a Pox csatorna hirdeti, mely a FOX paródiája.